# 杜立勤
特魯男爵尼古拉斯·愛德華·特魯，CBE，PC（英語：Nicholas Edward True, Baron True，1951年7月31日—），英國保守黨政治人物，2022年9月至2024年7月出任上議院領袖兼掌璽大臣。
杜立勤1975年加入保守黨研究部，是該黨的智囊，長期於保守黨政府和黨內任職不同崗位，後於2010年獲英廷冊封為終身貴族。此外，他長期關注倫敦泰晤士河畔列治文自治鎮的地方事務，2010年至2017年任泰晤士河畔列治文議會主席。他出任上議院領袖兼掌璽大臣前，在保守黨政府擔任內閣廳國務大臣一職。

## 生平

### 早年生涯
杜立勤1951年7月31日出生，父母分別名愛德華·托馬斯·特魯（Edward Thomas True）和凱瑟琳·路易絲·馬瑟（Kathleen Louise Mather）。他早年受教於諾定咸高校和劍橋大學彼得學院，1973年從劍橋獲文學士學位（BA）畢業，其後按該校傳統於1978年升獲文學碩士學位（MA Cantab）。

### 政治生涯
1975年至1982年間，杜立勤任職於保守黨研究部，並同時自1978年至1982年擔任保守黨副黨魁助理。1982年至1986年，他為時任衛生大臣（後為勳爵）擔任特別顧問。及後，他於1986年至1990年出任公共政策總監，1991年至1995年出任首相政策組副組長，以及於1997年加入首相辦公廳擔任特別顧問，惟同年因為保守黨於大選落敗下野而去職。前首相爵士在其回憶錄提到杜立勤是他最喜愛的演講稿文膽。為肯定他的表現，他於1993年獲英廷頒授CBE勳銜。
由1997年至2010年間，杜立勤在上議院擔任反對黨領袖私人秘書，以及反對黨黨鞭辦公室總監。保守黨於2010年重新上台執政後，他於同年12月23日獲冊封為終身貴族，封號為杜立勤男爵（Baron True），並以舒梨郡東辛（East Sheen）為封邑。2021年6月，為慶祝伊利沙伯二世登基白金禧紀念，他在上議院宣佈發起推動設立白金禧公民榮譽比賽，促成班戈、高車士打、唐卡士打、萌島道格拉斯、鄧弗姆林、米爾頓凱恩斯、福克蘭群島史丹利和域斯咸八個鎮獲升格為市，另外修咸頓市長獲升格成為大市長（Lord Mayor）
另一方面，杜立勤關於地方事務，由1986年至1990年和1998年至2018年間，他兩度代表保守黨在倫敦泰晤士河畔列治文自治鎮擔任地方議員，其間於2002年至2006年兼任議會副主席、2006年至2010年兼任議會反對黨主席，以及於2010年至2017年兼任議會主席。自2006年起，他出任列治文公民信託信託人。

### 晉身內閣
2020年2月，杜立勤加入時任首相鮑里斯·約翰遜領導的保守黨政府，晉身內閣出任內閣廳國務大臣，2022年9月再獲新任首相卓慧思擢升，出任上議院領袖兼掌璽大臣，同年10月辛偉誠接任首相後過渡至新內閣留任原職，2024年7月因保守黨政府在大選落敗而卸任。

## 個人生活
1997年，杜立勤娶安妮-瑪麗·埃琳娜·凱瑟琳·布蘭科·胡德（Anne-Marie Elena Kathleen Blanco Hood）為妻。安妮-瑪麗的父親羅賓·阿德里安·胡德（Robin Adrian Hood）曾於1977年至1982年出任天主教海外發展署（CAFOD）總監，另祖父約瑟夫·胡德爵士（Sir Joseph Hood）是保守黨政治人物和商人，獲從男爵爵位。杜立勤夫婦育有兩子一女。
由1996年起，杜立勤出任哈羅德·胡德爵士慈善信託（Sir Harold Hood's Charitable Trust）信託人。1990年至1994年間，他也曾在以捷克共和國總統瓦茨拉夫·哈維爾的夫人命名的奧爾加·哈維爾基金會擔任信託人。

## 外部連結
- GOV.UK簡歷 （页面存档备份，存于）
- 英國國會簡歷 （页面存档备份，存于）
- TheyWorkForYou簡歷 （页面存档备份，存于）

| 官衔                                              | 官衔                          | 官衔            |
| ------------------------------------------------- | ----------------------------- | --------------- |
| 空缺上一位持有相同頭銜者：羅德偉 為副首相協理部長 | 內閣廳國務大臣 2020年－2022年 | 繼任者： 待定   |
| 前任者： 女男爵                                   | 上議院領袖 2022年－2024年     | 繼任者： 女男爵 |
| 前任者： 女男爵                                   | 掌璽大臣 2022年－2024年       | 繼任者： 女男爵 |